# La Grande Aventure Lego 2
Série
La Grande Aventure Lego
(2014)
Pour plus de détails, voir Fiche technique et Distribution.
La Grande Aventure Lego 2 : La Deuxième Partie  ou Le Film Lego 2 : La Deuxième Partie au Québec (The Lego Movie 2: The Second Part) est un film d'animation 3D réalisé par Mike Mitchell et Trisha Gum, sorti en 2019. Il fait suite à La Grande Aventure Lego de Phil Lord et Chris Miller sorti en 2014.
Cela fait cinq ans que tout était génial et les citoyens font face à une nouvelle menace : les Duplo envahissent l'espace, détruisant tout plus vite qu'ils ne peuvent reconstruire. La bataille pour les vaincre et rétablir l'harmonie dans l'univers Lego emmène Emmet, Lucy, Batman et leurs alliés dans des mondes lointains et inexplorés.

## Synopsis
Peu de temps après l'invasion de Lord Business durant laquelle Emmet détruisit le Kragle en utilisant la Pièce de Résistance, des aliens Duplo débarquent dans l'univers Lego et le menacent de destruction. Emmet construit un cœur pour les aliens en guise de présent mais ceux-ci le mangent et en réclament davantage. Lucy et les maitres constructeurs considèrent que c'est une attaque et une bataille s'engage à Bricksbug.
Après cinq années de guerre, Bricksburg est devenu « Apocalypseburg » après les ruines laissées par la bataille avec les Duplo, les héros de la ligue des justiciers (sauf Batman) se sont portés volontaires pour traquer les extraterrestres jusqu’au système « soeurstar » où ils n'ont plus donné des nouvelles. Alors que tout le monde est devenu agressif et endurci dans ce monde post-apocalyptique, seul Emmet reste fidèle à lui-même avec son optimisme.
Emmet raconte à Lucy un cauchemar qu'il a eu à propos de la « Armamaneddon » durant lequel tous ses amis disparaîtraient. C’est alors qu’une mini-poupée Lego appelée General Sweet Mayhem débarque sur leurs planètes pour enlever de force Lucy, Unikitty, Benny, Barbe d'acier et Batman les emmène au mariage de la reine au mille visages dans le « Système Sœurstar ». Emmet se rend compte que son cauchemar est bien réel et tente de convaincre les maitres constructeurs d'aller sauver leurs amis mais ils refusent de l'aider, croyant qu'il n'est pas assez endurci pour aller jusqu'au système « Sœurstar ».
Le vaisseau d’Emmet parvient à entrer dans la porte des étoiles mais il tombe sur un champ d'astéroïdes où il est sauver juste à temps par Rex Danger. Il décide d’aider Emmet à devenir dur et de l’aider à sauver ses amis. Lorsqu'ils arrivent, tous deux parviennent à retrouver Lucy qui a réussi à s’échapper de la musique hypnotique de la reine, tous les trois pensent que le mariage sert à provoquer l’Armamaneddon.
La reine réussit à convaincre Batman à l’épouser alors Emmet, Rex et Lucy essayent de saboter le mariage.
Alors que Lucy combat Mayhem, celle-ci retire son masque et lui révèle que le mariage sert à empêcher l’Armamaneddon, Mayhem lui prouve en montrant que ses amis n’ont jamais subi de lavage de cerveau et Lucy commence à la croire en voyant la véritable forme de la reine qui est le cœur qu'Emmet qu’avait construit pour les Duplos. Lucy décide alors d'arrêter Emmet en lui avouant qu’elle avait teint ses cheveux mais Emmet ne la croit pas et gâche le mariage. Emmet se rend compte de son erreur mais Rex l'interrompt et révèle à Emmet qu'il est une version de lui dans un futur alternatif où Rex était coincé sous le système sèche-linge où il se sentit abandonné par ses amis. Pour se venger, Rex a dû changer le Emmet en lui pour devenir ce qu’il est et à construire une machine à voyager dans le temps, sauver Emmet (devenu maître constructeur et le seul citoyen pas encore endurci d'Apocalypsebourg) des astéroïdes et pour être sûr de provoquer l’Armamaneddon. Emmet refuse de devenir comme lui mais il le balance sous le système sèche-linge, pour s’assurer de son existence dans cette temporalité.
Au même moment dans le monde humain, la mère de Finn et Bianca ne supporte plus que ses enfants se disputent et leur demande de mettre tous leurs briques dans les bacs de rangement, ce qui provoque l’Armamaneddon où tous Les personnages Lego de Finn et Bianca se retrouvent enfermés et perdent espoir sauf Lucy qui continue d’y croire.
Lorsque Finn trouve les pièces de la reine où il se rappelle qu’il l’a donné à Bianca il y a cinq ans et décide de se réconcilier avec Bianca. Dans le bac de rangement, la reine revient et pousse tout le monde à s’en aider pour échapper du bac pour aller sauver Emmet. Lucy arrive à temps pour aider Emmet face à Rex en détruisant sa machine temporelle. Emmet redevient lui-même tandis que Rex commence à disparaître à cause des lois temporelles.
Finn et Bianca jouent enfin ensemble. L'univers Lego, les deux monde se sont reconstruits pour former Syspocalysburg. Emmet et Lucy vont dans leur nouvelle maison où elle offre à Emmet l’album original de « Tout est super génial » où il apprend que c’est Lucy qui a créé et chanté la chanson devant Emmet qui apprend la nouvelle, stupéfait.

## Fiche technique
Sauf indication contraire, les informations mentionnées dans cette section peuvent être confirmées par la base de données cinématographiques IMDb,  présente dans la section « Liens externes ».
- Titre original : The Lego Movie 2: The Second Part
- Titre français : La Grande Aventure Lego 2 : La Deuxième Partie
- Titre québécois : Le Film Lego 2
- Réalisation : Mike Mitchell
- Co-réalisation : Trisha Gum
- Scénario : Phil Lord, Chris Miller, Raphael Bob-Waksberg, Michelle Morgan et Matt Fogel
- Animation : Trisha Gum (cheffe de l’animation)
- Storyboard : Teddy Newton
- Direction artistique : Kristen Anderson
- Décors : Grant Freckelton et Patrick Marc Hanenberger
- Musique : Mark Mothersbaugh
- Production : Roy Lee, Dan Lin, Phil Lord et Chris Miller
- Sociétés de production : Warner Animation Group, Lego System A/S, Vertigo Entertainment, Rideback et Lord Miller Productions
- Société de distribution : Warner Bros.
- Budget : 99 millions de dollars[1]
- Pays d'origine :  États-Unis,  Canada,  Danemark et  Australie
- Langue originale : anglais
- Format : couleur - 2.35:1 - son Dolby Atmos, Dolby Digital
- Genre : animation, comédie
- Durée : 107 minutes
- Dates de sortie[2] :
  - États-Unis : 8 février 2019
  - France : 20 février 2019

## Distribution
- Will Ferrell (VF : Maurice Decoster ; VQ : François Godin) : le père de Finn et Bianca
- Maya Rudolph (VF : Barbara Delsol ; VQ : François Godin) : la mère de Finn et Bianca
- Jadon Sand (VQ : François Godin) : Finn
- Brooklynn Prince (VQ : Alice Déry) : Bianca

### Voix originales

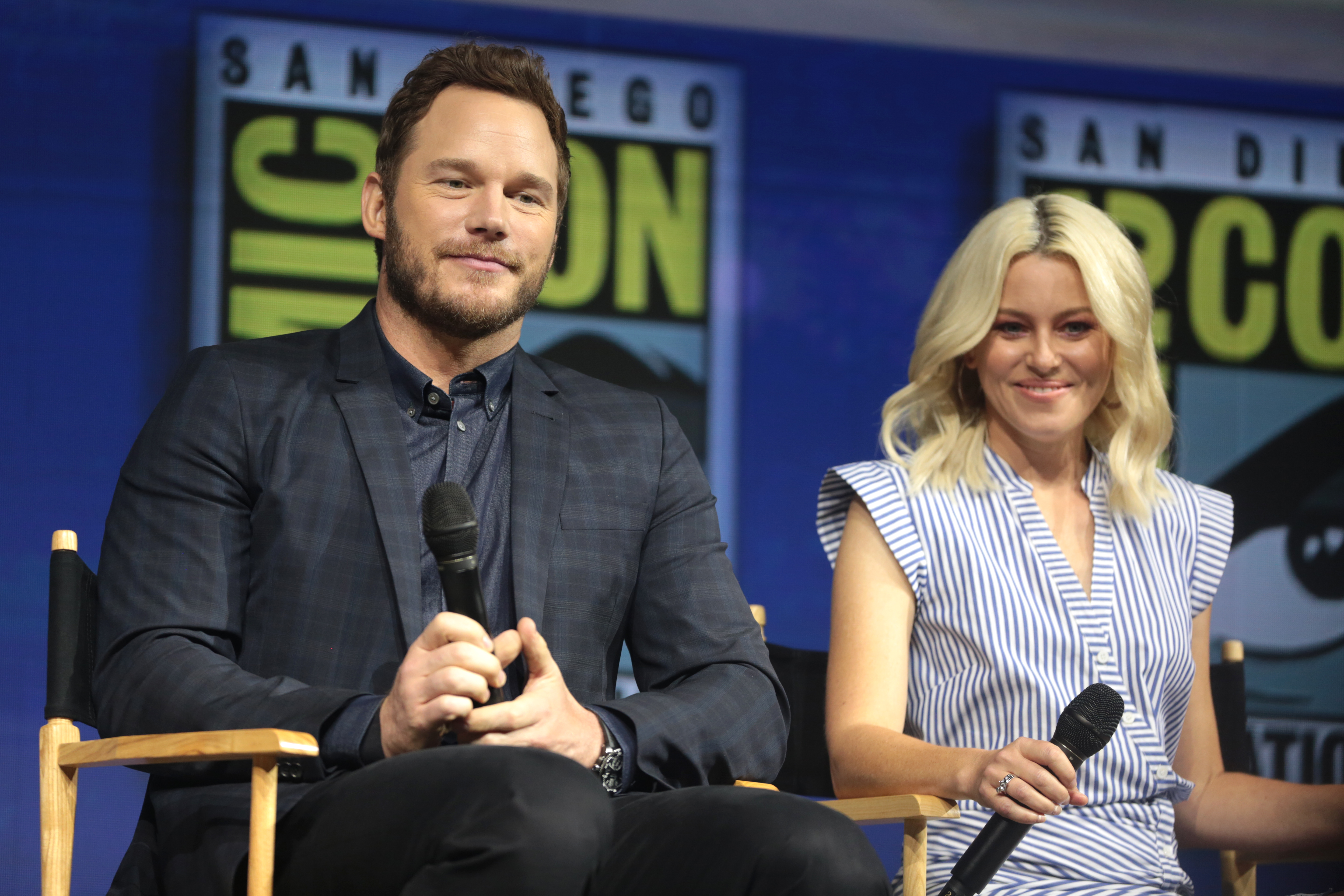
Les acteurs, Chris Pratt et Elizabeth Banks, prêtant leurs voix aux personnages prinicpaux.

- Chris Pratt : Emmet Brickowski / Rex Dangerverst
- Elizabeth Banks : Lucy « Wyldstyle »
- Will Arnett : Bruce Wayne
- Ralph Fiennes : Alfred Pennyworth
- Nick Offerman : MetalBeard
- Alison Brie : la princesse Unikitty
- Charlie Day : Benny
- Will Ferrell : Le président Business
- Tiffany Haddish : la reine Whatevra Wanabi
- Stephanie Beatriz : la générale Sweet Mayhem
- Channing Tatum : Clark Kent
- Jonah Hill : Hal Jordan / Green Lantern
- Cobie Smulders : Wonder Woman / princesse Diana
- Jason Momoa : Arthur Curry / Aquaman original
- Ike Barinholtz : Lex Luthor
- Margot Rubin : Susan / Mermaid / Harley Quinn / Wonder Woman Mini Doll / Panda
- Janie-Haddad Tompkins : Rita « Mme Muscles » T. Rex
- Bruce Willis : lui-même

### Voix françaises
Sauf indication contraire ou complémentaire, les informations mentionnées dans cette section proviennent du générique de fin de l'œuvre audiovisuelle présentée ici.
- Arnaud Ducret : Emmet Brickowoski / Rex Dangerverst
- Tal : Cool-Tag / Lucy
- Philippe Valmont : Bruce Wayne / Batman
- Virginie Emane (dialogues) & Laura Nanou (chants)  : La Reine aux milles visages
- Maeva Méline : la princesse Unikitty
- Michel Dodane : Alfred Pennyworth
- Franck Lorrain : Barbe d'acier
- Benoît DuPac : Benny
- Maurice Decoster : Président Business
- Dorothée Pousséo : Harley Quinn
- Adrien Antoine : Clark Kent / Superman
- Pierre Tessier : Hal Jordan / Green Lantern
- Ingrid Donnadieu : Wonder Woman
- Donald Reignoux : Lex Luthor
- Xavier Fagnon : Arthur Curry / Aquaman
- Thibaut Lacour : Ice Cream Cone
- Youna Noiret : Sweet Mayhem
- Patrick Poivey : Bruce Willis
- Jean-Pierre Denys : Gandalf
- Emmanuel Garijo : Banana

### Voix québécoises
- Philippe Martin : Emmet Brickowski / Rex Dangervest
- Catherine Proulx-Lemay : Rebelle / Lucy
- Daniel Picard : Batman
- Manuel Tadros : Metal Beard
- Maxime Desjardins-Tremblay : Benny
- Émilie Bibeau : Unikitty
- Célia Gouin-Arsenault : General Sweet Mayhem
- Pascale Montreuil : Reine Ceque Jaienvie
- Éric Paulhus : Ice Cream Cone
- Xavier Dolan : Balthazar
- François Godin : Président Business
- Frédérik Zacharek : Superman
- Olivier Visentin : Green Lantern
- Marika Lhoumeau : Wonder Woman
- Louis-Philippe Dandenault : Aquaman
- Catherine Brunet : Harley Quinn
- Vincent Davy : Gandalf
- Carl Béchard : Abraham Lincoln
- Julie Burroughs : Velma Dinkley
- Patrice Dubois : Larry Poppins
- Frédéric Desager : Alfred Pennyworth
- Martin Watier : Dave Tronçonneuse / le Purgatoire Dave
- Nicholas Savard L’Herbier : Banana
- Jacques Lavallée : Larry le Barista
- Alain Zouvi : Lex Luthor
- Jean-Luc Montminy : Bruce Willis

 Source et légende : version française (VF) sur RS Doublage Et Doublage.qc.ca

## Accueil

### Critiques
Le film reçoit une note moyenne de 2.7 sur AlloCiné.
Pour Télérama : « Quelle déception ! », ni de Renaud Baronian pour Le Parisien « le nouveau film Lego déçoit »,.

## Production
Après le succès public et critique de La Grande Aventure Lego de Phil Lord et Chris Miller sorti en 2014, une suite est rapidement envisagée. Dès février 2014, Jared Stern et Michelle Morgan débutent l'écriture du scénario. En mars 2014, il est révélé que Chris McKay réalisera le film alors que Phil Lord et Chris Miller en seront les producteurs. En avril 2014, Chris McKay explique vouloir plus de femmes dans cette suite.
En juillet 2014, Chris Pratt annonce son envie de prêter à nouveau sa voix à Emmet, alors que Will Arnett devrait lui aussi toujours interpréter Batman après le premier film et Lego Batman, le film.
En octobre 2014, Warner Bros. annonce Lego Batman, le film pour 2017 et décale The Lego Movie 2 au 25 mai 2018,. En octobre 2014, Phil Lord et Chris Miller signent officiellement pour écrire The Lego Movie 2. Le studio australien d'animation Animal Logic entre alors en négociation pour produire les trois prochains films Lego avec ainsi le financement de la région Nouvelle-Galles du Sud. En novembre 2014, Phil Lord et Chris Miller confirment la présence de davantage de personnages féminins.
En février 2015, le film est officiellement titré The Lego Movie Sequel alors que Rob Schrab remplace Chris McKay, qui se concentre sur Lego Batman, le film. En février 2017, Rob Schrab est à son tour remplacé par Mike Mitchell pour « différends créatifs ».
En mars 2018, Tiffany Haddish rejoint la distribution pour prêter à sa voix à un nouveau personnage principal alors que Chris Pratt est officiellement confirmé pour Emmet Brickowski. Elizabeth Banks doublera Cool-Tag, Will Arnett est Batman, Channing Tatum est Superman et Jonah Hill est Hal Jordan.
En mai 2018, Warner Bros. renomme le film The Lego Movie 2: The Second Part lors de la présentation de la première bande-annonce,.